# Jackson (Tennessee)
Jackson ist eine City im US-Bundesstaat Tennessee und Verwaltungssitz des Madison Countys. Das U.S. Census Bureau hat bei der Volkszählung 2020 eine Einwohnerzahl von 68.205 ermittelt.

## Geographie
Jackson liegt in fruchtbarer Gegend im Westen des Bundesstaates Tennessee am Forked Deer River und ist über die Interstate 40 zu erreichen.

## Geschichte
Die Besiedlung von Jackson entlang des Forked Deer River begann vor 1820. Der ursprüngliche Name des Ortes war Alexandria, die Umbenennung in Jackson erfolgte 1822 zu Ehren des Generals und späteren US-Präsidenten Andrew Jackson. 1862 fanden in der Nähe mehrere Schlachten des amerikanischen Bürgerkriegs statt. 1888 hatte Jackson 5377 Einwohner.
Seit 150 Jahren wird hier Wein im westlichsten Anbaugebiet Tennessees erzeugt. Die Stadt war einer der Entstehungsorte des Rockabilly in den 1950er Jahren.

## Sehenswürdigkeiten
- Eisenbahnmuseum mit dem Haus von Casey Jones

## Söhne und Töchter der Stadt
- Ben B. Lindsey (1869–1943), Jurist und Sozialreformer
- Walter Chandler (1887–1967), Politiker
- Tom J. Murray (1894–1971), Abgeordneter im US-Repräsentantenhaus
- William P. Moss (1897–1985), Politiker
- Elijah Shaw (1900–1982), Jazz-Schlagzeuger
- William Spencer (1900–1983), Leichtathlet
- Willis S. Matthews (1904–1981), Generalmajor der United States Army
- Dave Clark (1909–1995), Musikpromoter
- George Oliver Benton (1915–2001), Politiker
- Big Maybelle (1924–1972), R&B-Sängerin
- Joseph Hunter (1927–2007), Musiker
- Cliff Gleaves (1929–2002), Rockabilly-Musiker und DJ
- Kenny Parchman (1932–1999), Rockabilly-Musiker
- Wink Martindale (1933–2025), Fernsehmoderator und Diskjockey
- Luther Ingram (1937–2007), Soulsänger und Songschreiber
- Christopher Jones (1941–2014), Schauspieler
- Steve Fossett (1944–2007), Abenteurer
- Isaac Tigrett (* 1947), Unternehmer und Gründer der Restaurantketten Hard Rock Café und House of Blues
- Ed Bryant (* 1948), Jurist und Politiker
- Randall Wallace (* 1949), Drehbuchautor, Filmproduzent und Regisseur
- Ed „Too Tall“ Jones (* 1951), American-Football-Spieler in der National Football League (NFL)
- Valerie June (* 1982), Sängerin, Songwriterin und Multiinstrumentalistin
- Martin Blasick (* 20. Jahrhundert), Filmkomponist, Musikproduzent, Songwriter, Musiker, Sänger und Schauspieler